# Alphonse III (roi d'Aragon)
Pour les articles homonymes, voir Alphonse III et Alphonse d'Aragon.
Alphonse III dit le Franc ou le Libéral (en catalan Alfons el Franc ou el Liberal), né le 4 novembre 1265 à Valence et mort le 18 juin 1291 à Barcelone, est le fils de Pierre III d'Aragon. Il est roi d'Aragon et comte de Ribagorce sous le nom d’Alphonse III, comte de Barcelone, de Gérone, de Besalú et de Pallars Jussà sous le nom d’Alphonse II, roi de Valence sous le nom d’Alphonse Ier de 1285 à 1291.

## Famille, naissance
Alphonse III d'Aragon est le premier enfant de Pierre III (1240-1285), roi d'Aragon, comte de Barcelone et roi de Valence et de sa femme (épousée à Montpellier le 15 juillet 1262) Constance de Hohenstaufen (1248-1302), fille de Manfred Ier de Sicile et de sa première femme Béatrice de Savoie. Ses frères et sœurs sont :
- Jacques Ier d'Aragon (10 août 1267, Valence - 5 novembre 1327, Barcelone), qui succède à son père en 1285 comme roi de Sicile, et à son frère Alphonse en 1291 comme roi d'Aragon. Il est enterré à l'église Saint-François de Barcelone, sa sépulture étant plus tard translatée au monastère de Santa Cruz, province de Tarragone)[2],[3] ;
- sainte Élisabeth d'Aragon (4 janvier 1271, Saragosse - 4 juillet 1336, Estremos), reine de Portugal par son mariage avec Denis Ier de Portugal (mariage par procuration le 11 février 1282). Enterrée à Coimbra[2] ;
- Frédéric II de Sicile (1272 - 25 juin 1337), mort près de Pampelune. Nommé vice-roi de Sicile par son frère Alphonse en 1291 lorsque ce dernier devient roi d'Aragon ; reconnu comme Federigo Ier, roi de Sicile, par le Parlement Général à Catania le 15 janvier 1296, couronné à Palerme le 25 mars 1296[2] ;
- Yolande d'Aragon (1273 - 19 août 1302, Termini). Duchesse de Calabre par son mariage en 1297 avec Robert de Naples, futur Robert Ier. Enterrée à Marseille dans l'église des Frères mineurs[2] ;
- Pierre d'Aragon (~1275 - 30 août 1296, Tordehumos)[2].

Le roi Pierre III a aussi trois enfants par sa première maîtresse María Nicolau :
- Jacques d'Aragon (mort après le 22 mai 1285)[2] ;
- Jean d'Aragon[2] ;
- Béatrice d'Aragon, épouse Ramón de Cardona († apr. 1340) seigneur de Torá[2].

Il a aussi quatre enfants par sa seconde maîtresse Inés Zapata :
- Fernand d'Aragon, seigneur d'Albarracín[2] ;
- Pierre d'Aragon, épouse au Portugal Constanza Mendez Pelita de Silva[2] ;
- Sancho d'Aragon († 1341), châtelain d'Amposta[2] ;
- Thérèse d'Aragon. Épouse García Romeu III, fils de García Romeu II et de sa première femme, puis Artal de Alagón, seigneur de Sástago y Pina ; enfin Pierre López de Oteiza[2].

## Biographie
Alphonse III d'Aragon naît le 4 novembre 1265 à Valence.  Il meurt le 18 juin 1291 à Barcelone.
Il succède à son père Pierre III, mort le 11 novembre 1285, comme roi d'Aragon et de Valence, et comte de Barcelone.
Il poursuit la campagne de son père dans les Îles Baléares pour punir son oncle, le roi de Majorque Jacques II, de son soutien aux Français dans leur possession de la Sicile. Il reprend les îles de Majorque et d'Ibiza en 1286 et prend Minorque aux Maures en janvier 1287. Les tensions diplomatiques avec la France et le pape empirent, si bien qu'il abandonne finalement son soutien à son frère à Tarascon en février 1291 afin de faire lever les sanctions contre lui-même.
L'« union Aragonaise » de nobles locaux ayant envahi Valence et mis l'embargo sur les revenus royaux, il est contraint de signer en 1287 les « Privilèges de l'Union », qui accordent à l'aristocratie le droit d'insurrection face aux abus du souverain. Par ce même texte, le roi perd l'initiative de la convocation des Cortes.
Il meurt le 18 juin 1291 à Barcelone à l'âge de vingt-cinq ans, et est enterré au monastère franciscain (monastère des Frères Mineurs) de Barcelone.

## Mariage
En 1286, année notée par Muntaner, Édouard Ier d’Angleterre envoie un certain Jean d'Agrilli à Barcelone pour négocier le mariage de sa fille Aliénor d'Angleterre (1269-1298) par sa première femme l'infante Éléonore de Castille (1241-1290), avec Alphonse III. Muntaner note également que les fiançailles se font plus tard la même année. Un contrat de mariage, pour les mêmes date du 8 octobre 1272. Le mariage par procuration (Alphonse III étant absent) se déroule à l'abbaye de Westminster le 15 août 1290. Le mariage n'est pas consommé, Alphonse III mourant le 18 juin 1291. Le 19 juin 1291 (lendemain de sa mort), Édouard Ier d'Angleterre émet une charte confirmant le mariage. Aliénor se remarie en 1293 avec Henri III, comte de Bar.

### Sources et bibliographie
- (ca) Armand de Fluvià (préf. Josep M. Salrach), Els primitius comtats i vescomptats de Catalunya : Cronologia de comtes i vescomtes, Barcelone, Enciclopèdia catalana, coll. « Biblioteca universitària » (no 11), avril 1989, 238 p. (ISBN 84-7739-076-2), p. 31.
- (ca) Jaume Sobrequés i Callicó et Mercè Morales i Montoya, Contes, reis, comtesses i reines de Catalunya, Barcelone, Editorial Base, coll. « Base Històrica » (no 75), avril 2011, 272 p. (ISBN 978-84-15267-24-9), p. 102-108.